# Félicité (film)
Félicité is een Frans-Senegalese film uit 2017, geregisseerd door Alain Gomis.

## Verhaal
Félicité is een vrijgevochten vrouw die werkt als zangeres in een bar in Kinshasa. Op een dag wordt haar veertienjarige zoon het slachtoffer van een motorongeval waardoor haar leven compleet overhoop wordt gehaald. Enkel een dure operatie kan zijn leven redden, maar Félicité heeft niet het nodige geld ervoor. In een poging zijn leven te redden gaat ze op zoek naar hulp in de straten van Kinshasa waar ze Tabu leert kennen die haar zijn hulp aanbiedt.

## Rolverdeling
| Acteur                  | Personage |
| ----------------------- | --------- |
| Véro Tshanda Beya Mputu | Félicité  |
| Gaetan Claudio          | Samo      |
| Papi Mpaka              | Tabu      |
| Nadine Ndebo            | Hortense  |
| Elbas Manuana           | Luisant   |
| Kasai Allstars          | zichzelf  |

## Productie
Félicité ging op 11 februari 2017 in première in de competitie van het internationaal filmfestival van Berlijn en won de Grote prijs van de jury (Zilveren Beer). De film was ook de grote winnaar op de Africa Movie Academy Awards met de prijs voor beste film, beste actrice (Vero Tshanda), beste mannelijke bijrol (Papi Mpaka), beste film in Afrikaanse taal, beste montage en beste soundtrack. De film kreeg positieve kritieken van de filmcritici met een score van 96% op Rotten Tomatoes, gebaseerd op 27 beoordelingen.
De film werd geselecteerd als Senegalese inzending voor de beste niet-Engelstalige film voor de 90ste Oscaruitreiking en haalde de shortlist.